# Le Petit Protector Ring Pistol
Le Petit Protector Ring Pistol é um anel-pistola com capacidade de efetuar 6 disparos de 5mm.
Apesar de pequena, ela é bastante potente.